# Dilleniidae
Dilleniidae era uma antiga subclasse das dicotiledóneas, no sistema de Cronquist, dividida nas seguintes ordens:
- Dilleniales
- Theales
- Malvales
- Lecythidales
- Nepenthales
- Violales
- Salicales
- Capparales
- Batales
- Ericales
- Diapensiales
- Ebenales
- Primulales